# 雨量計

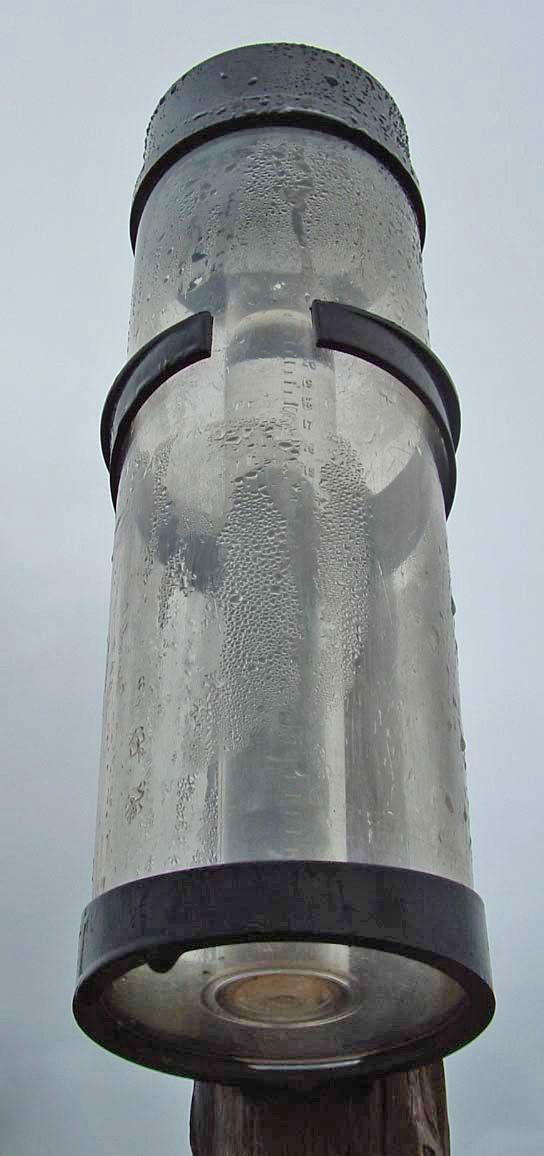
雨量計

雨量計（うりょうけい、Rain gauge）は、1辺1メートルの、雨（降水）の量を計る機器である。
基本的な測定方法は、漏斗型の受水器（日本では直径20cmのものが標準的）を用いて降水を機器内に導き、その量を測ることで降水量を求めるものである。
寒冷地では、受水器などの降水に接する部分に電熱線、加熱油などを用いたヒーターを備えることで、雪、霰といった氷晶による降水も測ることができる機能を持つものが用いられている。また、受水器に入る直前・直後の雨滴・氷晶が風で飛ばされて観測に誤差が生じるのを防ぐために、受水器の入り口周辺に助炭（語源は囲炉裏・火鉢の保温・燃料節約用の覆い）と呼ばれる小型の防風柵が取り付けられることもある。
日本では、気象業務法及びその下位法令により、公共的な気象観測には、検定に合格した貯水型雨量計又は転倒ます型式雨量計を用いることとされているが、両者の違いは受水器で集めた降水の測り方によるものである。

## 貯水型雨量計
貯水型雨量計には、受水器が集めた降水を雨量ますと呼ばれる目盛のついた容器に貯め、その量を目視により観測する貯水型指示雨量計と、貯水槽に導いた降水の重さで記録ペンを駆動し、ゼンマイなどの動力で回転するドラムに巻かれた記録紙に貯水量の時系列を自動的に記録する貯水型自記雨量計とがある。
指示雨量計は、取扱いが簡単で、ボランティアを募るなどして安価に観測網を構築できる反面、雨量ますの容量が限界を超えた時点で測定が不可能になり、また、放置すると降水が蒸散して測定が不正確になるため、有人観測が前提となる。
一方、自記雨量計は、一定量の降水が溜まるごとに貯水槽内の降水を排水する機構を有するため、長期間の自動連続観測が可能である。
気象観測用として許容される器差は、指示雨量計の場合、雨量10mm以下において0.2mm・雨量10mm超において雨量の2%。自記雨量計の場合、雨量20mm以下において0.5mm・雨量20mm超において雨量の3%である。
なお、日本の制度では、受水器を持たない雨量ますだけを用いての雨量の観測は、正規の気象測器を用いた観測とはみなされないため、防災、発表、予報業務などの公共的な目的で行ってはならないとされている。たとえ観測者を募って行う会員制のサービスであっても、観測結果を携帯サイトで公開したり、予報製品の開発に利用したりすれば、刑事罰に値する違法なものとなる。ただし、教育研究を目的とした観測、「特殊な環境によって変化した気象のみを対象とする」観測、1か月未満の臨時観測などは公共的な目的がある場合でも気象業務法の定める気象観測には当たらないため、気象庁では観測結果の公表について観測目的や観測場所、気象業務法の定める気象観測に当てはまらないことを明示すれば問題ないとの立場をとっている。

## 転倒ます型雨量計
雨量計の内部に、シーソーの支点（転倒軸）上で結合された2つの容器（枡）からなる転倒ますと呼ばれる機構を持つ。受水器が集めた降水は一方のますに注ぎ込み、一定量（多くは降水量0.5mm相当）がたまると、その重さによってシーソーが転倒し（鹿威しを参照）、降水は跳ね上がったもう片方のますに注ぎ込むようになる。これを繰り返して、1時間当たりの左右交互に転倒する回数を数えることによって雨量が測られる（大雨の時には猛スピードで転倒が繰り返されることになる）。
転倒回数の計測には、転倒ますの重量によって作動するマイクロスイッチや、転倒軸に取り付けた磁石が動くことによって作動するリードスイッチが用いられる。カウンタ式の自記装置やパルス発信器を装着すれば、長期間の自動連続観測や遠隔地からのモニタリングが無人で行えることから、日本では、気象庁や河川事務所といった公的機関で主力となっている。
気象観測用として許容される器差は、転倒雨量（1回の転倒に必要な降水量）が0.5mmの場合、雨量20mm以下において0.5mm・雨量20mm超において雨量の3%、転倒雨量が1mmの場合、雨量40mm以下において1mm・雨量40mm超において雨量の3%である。

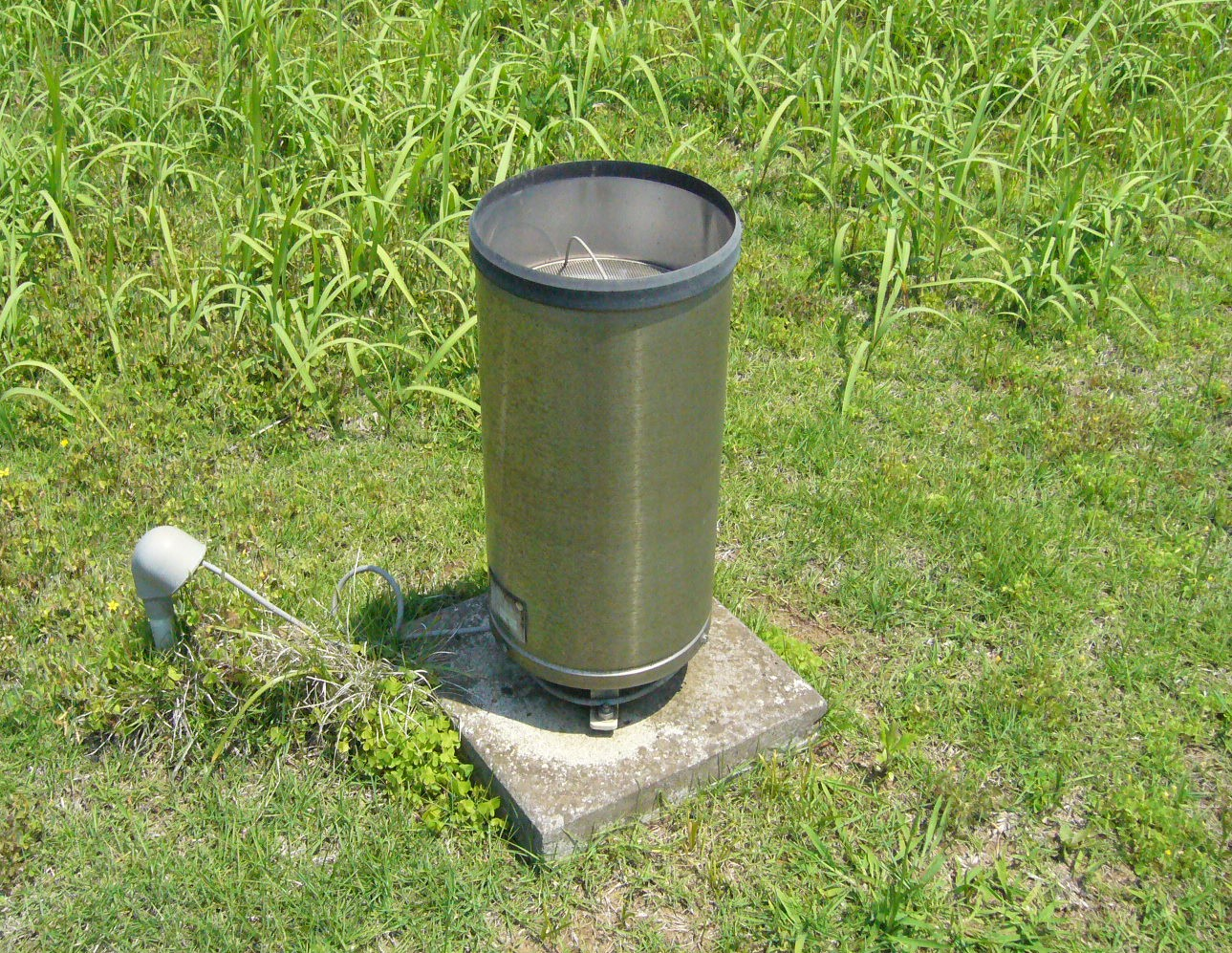
アメダスに使用されている転倒ます型雨量計の外観
計測の原理
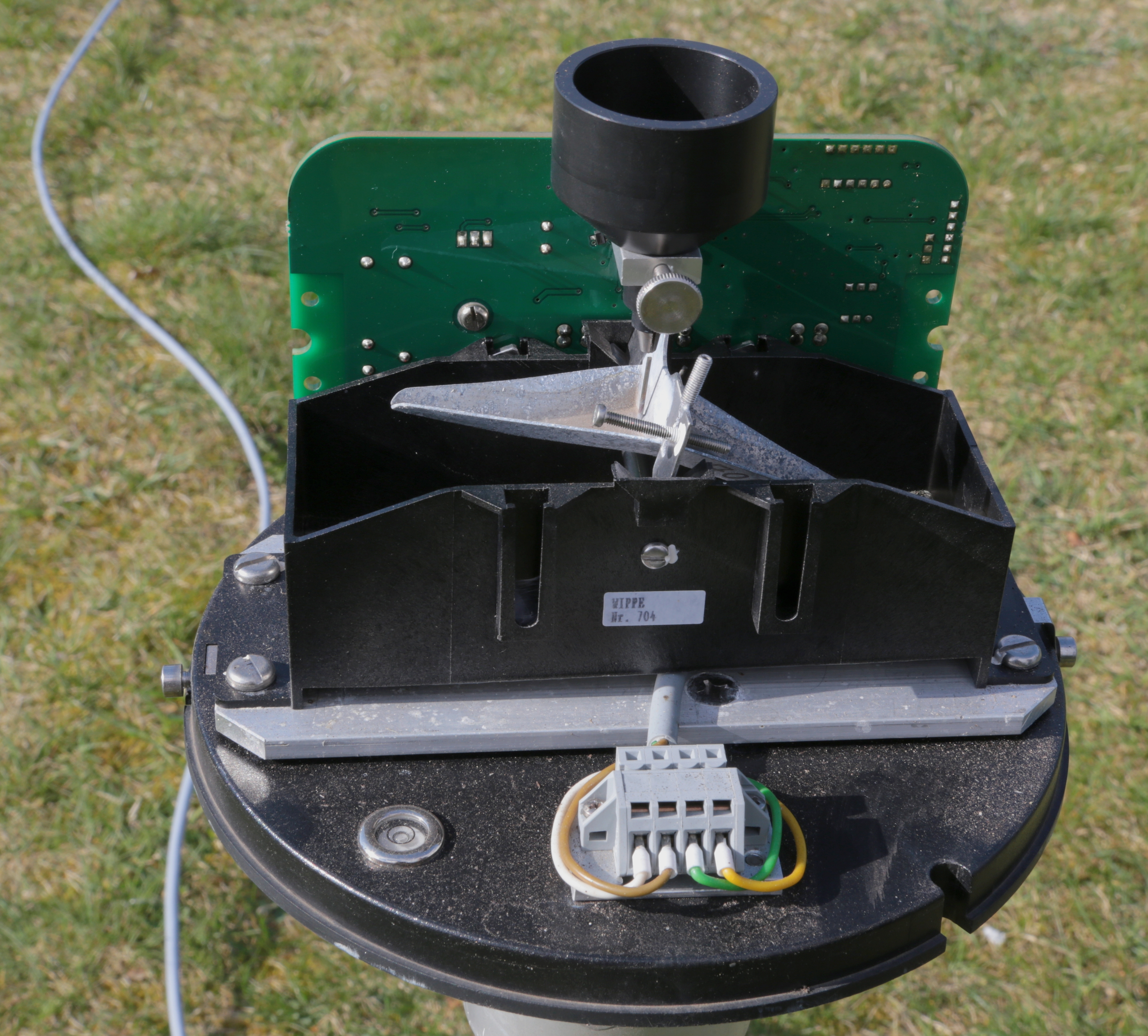
転倒ます型雨量計の内部（ドイツで使用されているもの）
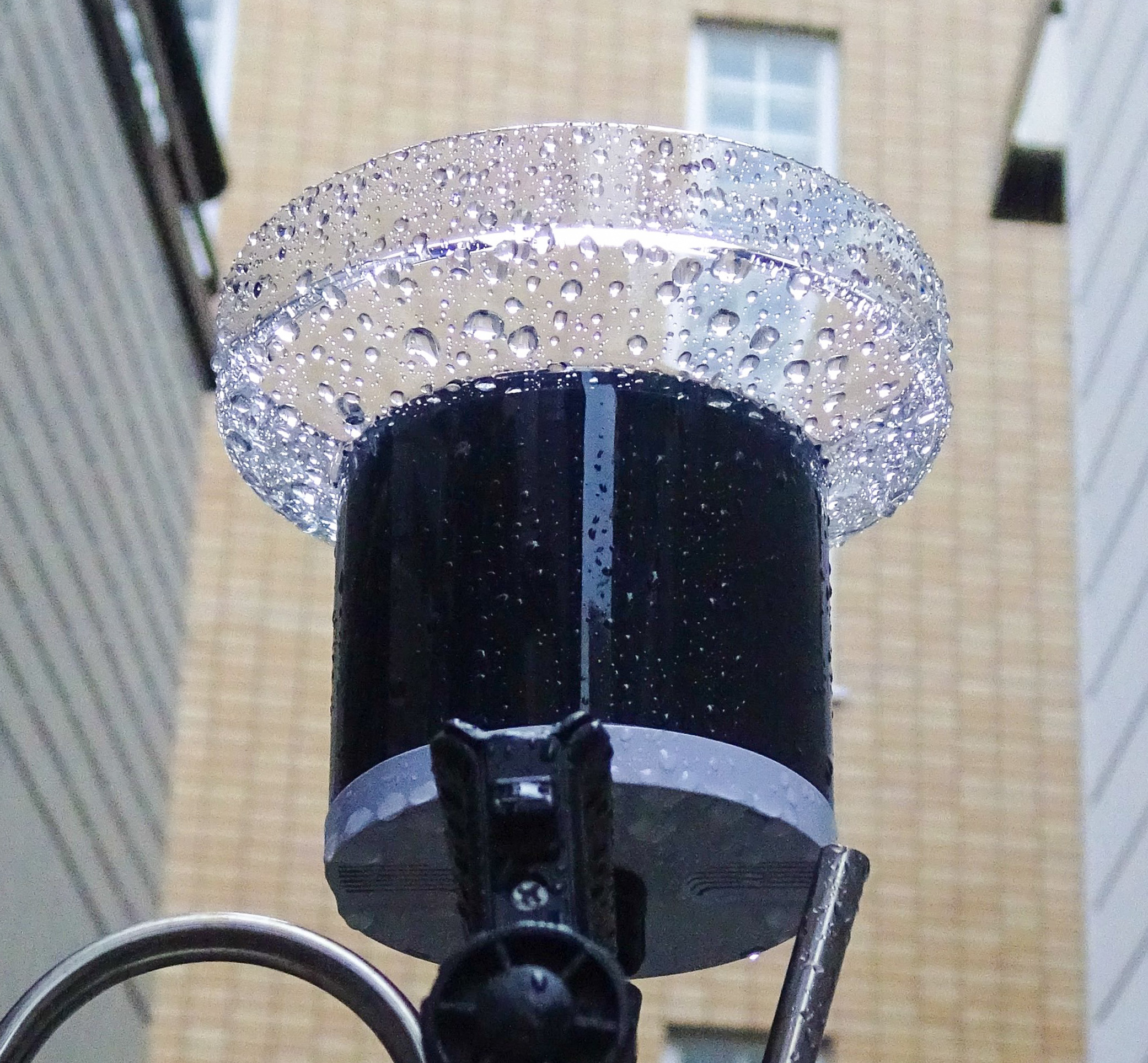
転倒ます型雨量計（家庭用・ネット接続型）

## レーダーによる雨量の観測

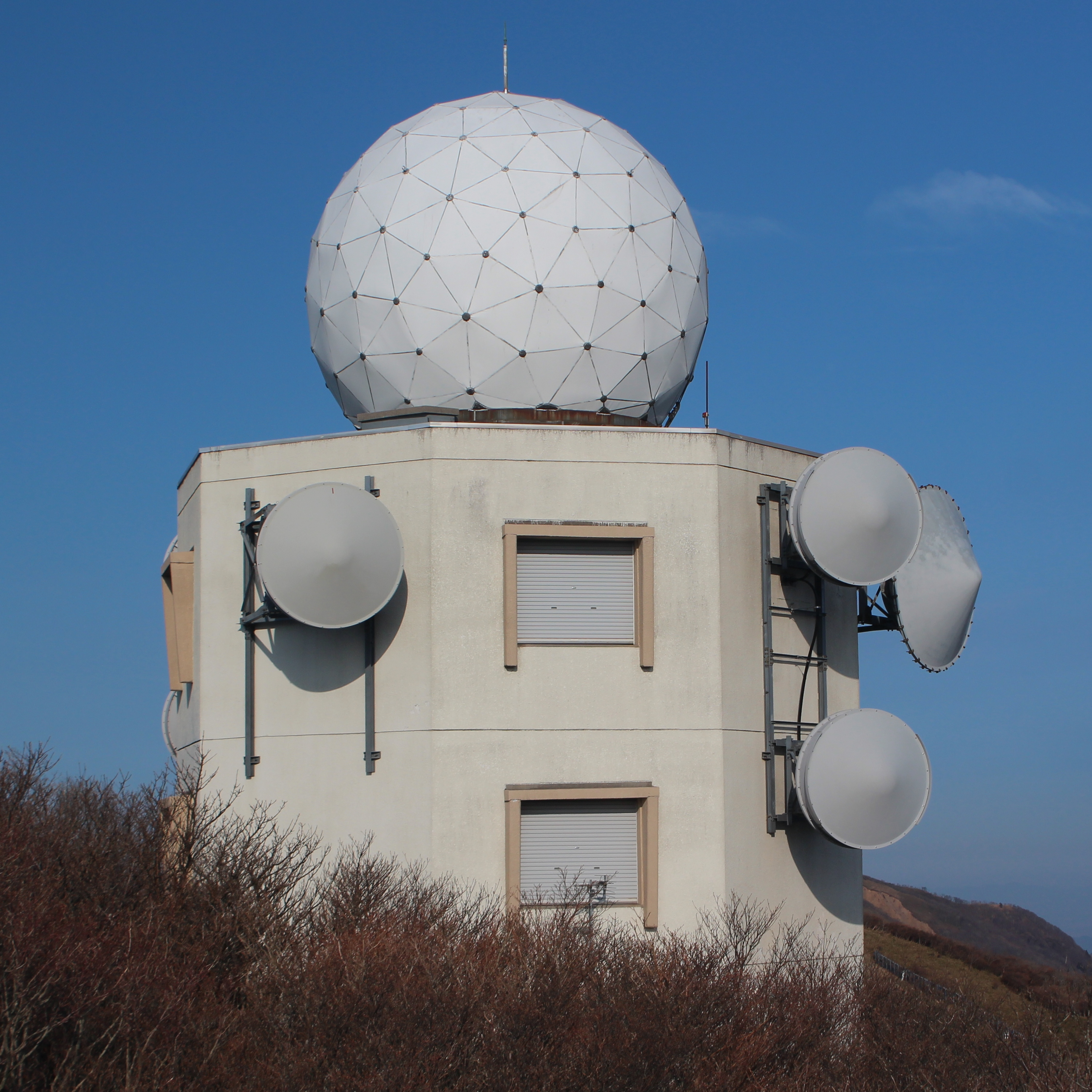
御在所岳に設置されているレーダー雨量計

レーダーを用いて降水粒子からの電波反射を観測すると、降水の分布とその強度を求めることができる。日本の気象業務では、主に気象レーダーの低仰角時の観測データ及び国土交通省河川局・道路局が設置する降水観測用レーダーの観測データが使われる。
広範囲の降水量を面的に把握（現在は1km格子）できるのが長所だが、レーダー観測だけでは降水粒子の大きさごとの反射強度の違いや風による雨域の変位などに起因する誤差を避けられないため、実際に発表される情報としては、アメダスに設置された雨量計による観測結果を用いて補正した解析雨量が用いられる。

## 雨量計の歴史
雨量計を記述した世界最古の書は、紀元前4世紀頃に古代インドのマウリヤ朝初代チャンドラグプタ王の宰相であり軍師だったカウティリア（KautilyaまたはChanakya, 紀元前350年-紀元前283年）の書いた「実利論（Arthastra）」である。当時穀物の種まきの時期を決めるために、直径約45 cmの鉢で定期的に雨量が観測された。
洪水に悩まされていた中国では、数学者である秦九韶（1202-1261）が1247年「数書九章」の中で、各地点に置かれた雨量計の値を使ってどうやって面平均値を出すかを議論した。李氏朝鮮では、1442年に第4代国王である世宗が直径14 cm、深さ30 cmの青銅製の雨量計を製作し、これが現存する最古の雨量計とされている。この雨量計を用いた観測は朝鮮で独立に発達したもので、李氏朝鮮はこれを各地方に配置することによって、世界初の組織的観測網を構築した 。この観測は1907年まで宮廷に報告されたとの記録がある。
ヨーロッパで記録が残っている最古の雨量計の記述は、イタリアの水理学者ベネデット・カステッリによるもので、雨量計の水位を測定するためのものだった。イギリスでは、1662年に建築家で有名なクリストファー・レンがウェザークロック（自動気象観測装置）の一部として雨量計を設計した。これは転倒マス型で、溜まった雨が一定量になると容器が傾いて中を空にする仕組みになっていた 。1677年頃にはイギリスの数学者で天文学者のリチャード・タウンリーが蒸発による誤差を減らすため漏斗型の雨量計を開発した。1695年にはロバート・フックも同様の雨量計を製作し、これはグレシャム・カレッジで数年間使われた 。
イギリスの医師ウィリアム・ヘベルデンは、同じタイプの雨量計を庭と煙突の上とウェストミンスター寺院の塔の上の3か所に設置して調べたところ、庭の雨量に対して煙突の上は80%、塔の上は50%の雨量しかないことを発見した。彼は雨粒が地面に到達する数百m前から成長するため、高度が低いほど雨量が増えるのではないかと推測した。
これに対して、経済の限界効用理論を提唱したことで有名なイギリスの経済学者ウィリアム・スタンレー・ジェヴォンズは、側面がガラス製の風洞を作り、その中に雨量計を置いて煙を流して観察し、雨量計に対する風の影響の実験を行った。その結果から、1861年に高所のように風が強い場所だと雨量計自身が風を強めて雨滴が雨量計を飛び越えるため、雨量計による雨滴の補足率が下がることを発見した。これによって、雨量を測定する際に風の影響を考慮しなければならないことがはっきりした。
気象庁では、雨量観測の際には建物の屋上などを避けて風の影響がない場所を適切としており、雨量計設置場所の近くに建物がある場合にはその風の影響を避けるために少なくとも建物の高さの2倍以上、できれば4倍以上離れた場所を推奨している 。